# 双碑街道
參數所指定的目標頁面不存在，建議更正成存在頁面或直接建立下列一個頁面（建立前請先搜尋是否有合適的存在頁面可以取代）：
- 双碑

双碑街道，是中华人民共和国重庆市沙坪坝区下辖的一个乡镇级行政单位。原名詹家溪街道，2015年1月改为今名。

## 历史沿革
因境内曾有两座石碑得名。
原名詹家溪街道。2014年1月12日正式更名为双碑街道，双碑街道办事处驻沙坪坝区自由村27号。
历史沿革：
因小溪环绕，清代多詹姓聚居，故名詹家溪。东临嘉陵江，西和北接井口镇，南接石井坡街道（原双碑街道）
1953年设立民政室，1954年建451厂厂区办事处。
1959年更名为厂区人民委员会。
1960年与石井坡镇（现石井坡街道）合并改为双碑公社，同年10月析出恢复詹家溪街道。
1996年，面积2.8平方千米，人口近3万人，辖以序数命名的12个居委会。
2014年，詹家溪街道更名为双碑街道。

## 行政区划
双碑街道下辖以下地区：
双碑街社区、自由村社区、堆金村社区和勤居村社区。